# Girlicious
Girlicious est un groupe américain de musique pop formé par Robin Antin lors de l'émission de télé-réalité Les Pussycat Dolls Présentent: Girlicious en 2008. Le groupe se compose de Chrystina Sayers, Nichole Cordova, Natalie Mejia et Tiffanie Anderson. Au début de l'émission, Girlicious devait former un trio mais finalement, Robin Antin a décidé que le groupe serait un quatuor. Tiffanie Anderson a quitté le groupe en juin 2009.
Depuis fin 2009, le groupe se compose de Chrystina Sayers, Nichole Cordova et Natalie Mejia.
Le 26 février 2011, Natalie Mejia et Chrystina Sayers ont annoncé leurs départs du groupe via leurs comptes Facebook et Twitter. Nichole Cordova aimerait trouver de nouvelles membres pour continuer l'avenir du groupe. En 2013, Nichole annonce involontairement son départ du groupe en expliquant qu'elle est désormais membre du groupe Girls United.

## Albums
Girlicious a déjà sorti un double single comportant les chansons Like Me et Stupid Shit. Déjà à la sortie de leurs singles, elles avaient la vidéo de ces mêmes chansons. Leur premier single Like Me chanté avec Jazze Pha est allé jusqu'au numéro un des chansons sur iTunes Canada. Cependant, aux États-Unis ce ne fut pas la même réaction puisque les filles n'ont pas pu se classer parmi les dix chansons les plus achetées du moment. D'ailleurs le groupe a affirmé que l'album sortira le 12 août 2008 au Canada et le 29 septembre 2008 aux États-Unis. En juin 2009 les filles annoncent qu'elles travaillent sur leur 2e CD, celui-ci se fera sans Tiffanie Anderson, il sortira le 22 novembre 2010.
| Année | Album | Classement des ventes | Classement des ventes | Classement des ventes | Classement des ventes | Classement des ventes | Certifications                                                |
| Année | Album | Canada                | États-Unis            | Australie             | Bulgarie              | France                | Certifications                                                |
| ----- | --- | --------------------- | --------------------- | --------------------- | --------------------- | --------------------- | ------------------------------------------------------------- |
| 2008  | Girlicious - 1er album studio - Sortie : 12 août 2008 Canada - Sortie : 29 septembre 2008 États-Unis - Sortie: ? février 2009 Australie - Sortie: ? février 2009 Bulgarie | 2                     | TBR                   | TBR                   | —                     | —                     | - RIAA : — - États-Unis: — - CRIA : Platine - Canada: 80,000+ |
| 2008  | Girlicious (CD + DVD)1 - 1er album studio (Girlicious) [NOTE : Cet album contient des chansons remixées, mixées, exclusives (ou bonus) et inédites]1 - - Sortie : 16 décembre 2009 Canada - Sortie: ? ? 2009 États-Unis - Sortie: ? ? 2009 Australie - Sortie: ? ? 2009 Bulgarie - Sortie: ? ? 2009 France | —                     | —                     | —                     | —                     | —                     | - RIAA : — - États-Unis : — - CRIA : — - Canada : —           |

Au Canada l'album Girlicious s'est vendu à plus de 80 000 copies et est certifié  Platine depuis janvier 2009.

## Singles
| Année | Titre                                                                | Meilleure position | Meilleure position | Meilleure position | Meilleure position | Meilleure position | Meilleure position | Meilleure position | Meilleure position | Certifications | Album                                |
| Année | Titre                                                                | U.S.               | U.S. Pop           | CAN                | AUS                | BUL                | Monde              | MuchMusic          | France             | Certifications | Album                                |
| ----- | -------------------------------------------------------------------- | ------------------ | ------------------ | ------------------ | ------------------ | ------------------ | ------------------ | ------------------ | ------------------ | -------------- | ------------------------------------ |
| 2008  | "Like Me" feat. Jazze Pha (Réalisée le 22 avril 2008)                | 102                | 70                 | 4                  | —                  | —                  | —                  | —                  | —                  | —              | Girlicious                           |
| 2008  | "Stupid Shit" (Réalisée le 23 avril 2008)                            | —                  | —                  | 20                 | —                  | 11                 | —                  | 29                 | —                  | —              | Girlicious                           |
| 2008  | "Baby Doll" (Réalisée le 1er août 2008)                              | —                  | —                  | 55                 | —                  | —                  | —                  | 44                 | —                  | —              | Girlicious                           |
| 2008  | "Liar Liar" feat. Flo Rida (Réalisé en 2008)                         | —                  | —                  | 43                 | —                  | —                  | —                  | —                  | —                  | —              | Girlicious                           |
| 2008  | "Still In Love" feat. Sean Kingston (Réalisé en 2008)                | —                  | —                  | 99                 | —                  | —                  | —                  | —                  | —                  | —              | Girlicious                           |
| 2008  | "Do About It" (Réalisé en 2008)                                      | —                  | —                  | —                  | —                  | —                  | —                  | —                  | —                  | —              | Girlicious                           |
| 2008  | "Save the World" (Réalisé en 2008)                                   | —                  | —                  | —                  | —                  | —                  | —                  | —                  | —                  | —              | Girlicious                           |
| 2008  | "Here I Am" (Réalisé en 2008)                                        | —                  | —                  | —                  | —                  | —                  | —                  | —                  | —                  | —              | Girlicious                           |
| 2008  | "Already Gone" (Réalisé en 2008)                                     | —                  | —                  | —                  | —                  | —                  | —                  | —                  | —                  | —              | Girlicious                           |
| 2008  | "I.O.U.1." feat. Kardinal Offishall (Réalisé en 2008)                | —                  | —                  | —                  | —                  | —                  | —                  | —                  | —                  | —              | Girlicious                           |
| 2008  | "My Boo" (Réalisé en 2008)                                           | —                  | —                  | —                  | —                  | —                  | —                  | —                  | —                  | —              | Girlicious                           |
| 2008  | "Radio" (Réalisé en 2008)                                            | —                  | —                  | —                  | —                  | —                  | —                  | —                  | —                  | —              | Girlicious                           |
| 2008  | "It's Mine" (Réalisé en 2008)                                        | —                  | —                  | —                  | —                  | —                  | —                  | —                  | —                  | —              | Girlicious                           |
| 2008  | "The Way We Were"                                                    | —                  | —                  | —                  | —                  | —                  | —                  | —                  | —                  | —              | Girlicious                           |
| 2008  | "Mirror" (iTunes bonus) (Réalisé en 2009)                            | —                  | —                  | —                  | —                  | —                  | —                  | —                  | —                  | —              | Girlicious                           |
| 2009  | "Don't Turn Back" (Colby O'Donis feat. Girlicious) (Réalisé en 2009) | —                  | —                  | —                  | —                  | —                  | —                  | —                  | —                  | —              | Girlicious (Canadian Deluxe Edition) |
| 2009  | "Caught" (Réalisé en 2009)                                           | —                  | —                  | —                  | —                  | —                  | —                  | —                  | —                  | —              | Girlicious (Canadian Deluxe Edition) |
| 2009  | "Baby Doll" (Dave Aude Club Mix) (Réalisé en 2009)                   | —                  | —                  | —                  | —                  | —                  | —                  | —                  | —                  | —              | Girlicious (Canadian Deluxe Edition) |
| 2009  | "Like Me" (Dave Aude Club Mix) (Réalisé en 2009)                     | —                  | —                  | —                  | —                  | —                  | —                  | —                  | —                  | —              | Girlicious (Canadian Deluxe Edition) |
| 2009  | "Stupid Shit" (Dave Aude Club Mix) (Réalisé en 2009)                 | —                  | —                  | —                  | —                  | —                  | —                  | —                  | —                  | —              | Girlicious (Canadian Deluxe Edition) |
| 2010  | "Over you" (Réalisé en 2009, sorti le 5 janvier 2010 sur Itunes)     | —                  | —                  | 52                 | —                  | —                  | —                  | —                  | —                  | —              | Rebuilt                              |
| 2010  | "Maniac"                                                             | —                  | —                  | 74                 | —                  | —                  | —                  | —                  | —                  | —              | Rebuilt                              |
| 2010  | "2 in the Morning"                                                   | —                  | —                  | 35                 | —                  | —                  | —                  | —                  | —                  | —              | Rebuilt                              |
| 2011  | "Hate Love"                                                          | —                  | —                  | 59                 | —                  | —                  | —                  | —                  | —                  | —              | Rebuilt                              |

Chansons de l'album Girlicious
1. Do About It
2. Baby Doll
3. Liar Liar feat. Flo Rida
4. Save The World
5. Here I Am
6. Already Gone
7. I.O.U.1 feat. Kardinal Offishall
8. My Boo
9. Radio
10. Still In Love feat. Sean Kingston
11. Its Mine
12. The Way We Were
13. Stupid Shit
14. Like Me feat. Jazze Pha
15. Mirror (Chanson bonus)

NOTE : Leave You Alone, une des premières chansons de Girlicious, n'a finalement pas été mise parmi les chansons choisies du CD.

## Vidéos
| Année | Chanson       | Directeur                  |
| ----- | ------------- | -------------------------- |
| 2008  | "Like Me"     | Steve Antin                |
| 2008  | "Stupid Shit" | Mikey Minden & Robin Antin |
| 2008  | "Baby Doll"   | Matt McDermitt             |
| 2010  | "Maniac"      | Kyle Davison               |

## Apparition à la télévision
| Année | Titre                                     | Rôle        | Notes |
| ----- | ----------------------------------------- | ----------- | --- |
| 2008  | MuchOnDemand                              | Elles-mêmes | Deux épisodes |
| 2008  | Entertainment Tonight Canada              | Elles-mêmes | Un épisode |
| 2008  | 2008 MuchMusic Video Awards               | Elles-mêmes | Première Performance au Canada                                                                                       |
| 2008  | 2008 MuchMusic Video Awards               | Elles-mêmes | Présente l'Award De La Vidéo international à Rihanna - Don't Stop the Music                                          |
| 2008  | 2008 MuchMusic Video Awards               | Elles-mêmes | Première prestation dans une soirée des Awards                                                                       |
| 2008  | The Playbook                              | Elles-mêmes | Un épisode |
| 2008  | TRL                                       | Elles-mêmes | Un épisode |
| 2008  | The Sauce                                 | Elles-mêmes | Un épisode |
| 2008  | Big Idea                                  | Elles-mêmes | Un épisode |
| 2008  | KTLA Morning News                         | Elles-mêmes | Performance de "Like Me" pour la première fois, Un épisode.                                                          |
| 2008  | Les Pussycat Dolls Présentent: Girlicious | Elles-mêmes | Tous les membres sont apparues dans 10 épisodes en tant que participantes pour devenir membre du groupe: Girlicious. |